# Thiago Neves
Thiago Neves (Curitiba, 1985. február 27. –) brazil válogatott labdarúgó.
A brazil válogatott tagjaként részt vett a 2008. évi nyári olimpiai játékokon.

## Statisztika
| Brazil válogatott | Brazil válogatott | Brazil válogatott |
| Időszak           | Mérk.             | gól               |
| ----------------- | ----------------- | ----------------- |
| 2008              | 1                 | 0                 |
| 2009              | 0                 | 0                 |
| 2010              | 0                 | 0                 |
| 2011              | 1                 | 0                 |
| 2012              | 5                 | 0                 |
| Összesen          | 7                 | 0                 |